# Inria
Inria (фр. Institut national de recherche en informatique et en automatique;  національний науково-дослідний інститут з вивчання інформатики та автоматичного керування) – французький національний науково-дослідний інститут заснований 1967 року в Роканкурі, спочатку як IRIA (фр. Institut  de Recherche en Informatique et en Automatique), потім (в 1979 році) був перейменований в INRIA. З 2011 року офіційна назва Inria пишеться без капіталізації.
Наукові дослідження Inria зосереджені як на фундаментальних напрямах теорії інформатики, таких як семантика мов програмування, теорія складності обчислень, паралелізм, формальна верифікація, так і на більш прикладних дисциплінах (прикладна математика, теорія автоматичного керування, комп'ютерні мережі, тощо).
Як установа, Inria діє під двійним керівництвом  національного міністерства освіти та міністерства економіки та фінансів Франції.

## Розробки

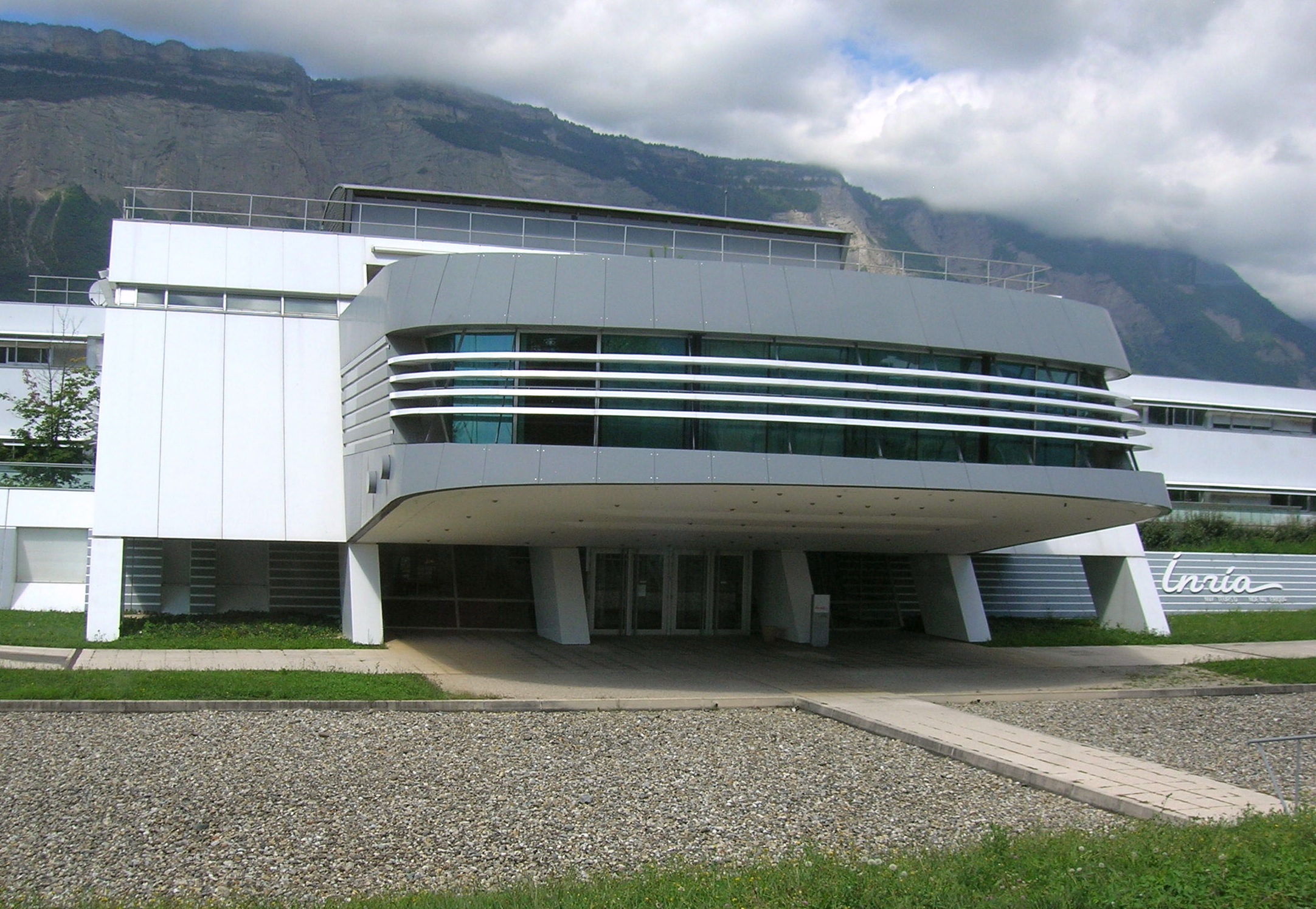
Inria в Монбонно-Сен-Мартен.

- Caml та OCaml - діалекти мови програмування ML.
- Eigen - бібліотека C++ для вирішення задач лінійної алгебри.
- Scilab - пакет наукових програм для чисельних обчислень.
- Pharo - повнофункціональна реалізація середовища мовою Smalltalk з відкритим вихідним кодом.
- Coq – інтерактивний асистент формального доведення теорем.
- Esterel[en] – мова програмування
- ChorusOS[en] – операційна система реального часу на мікроядрі.